# Baisse tendancielle du taux de profit
La « baisse tendancielle du taux de profit » (BTTP) est une théorie en économie et économie politique, dont la plus célèbre exposition vient du chapitre 13 du  Capital, Volume III  de Karl Marx. Des économistes aussi divers que Adam Smith, John Stuart Mill, David Ricardo et Stanley Jevons désignaient explicitement la BTTP comme un phénomène empirique qui devait être expliqué, mais ils divergeaient quant aux raisons pour lesquelles la BTTP pouvait nécessairement se produire.

## Rappels sur les crises et le capitalisme
Marx a repris et travaillé le concept de classe sociale pour décrire les inégalités empiriques qui s'accroissaient au XIXe siècle et se sont accrues depuis. Il constate, notamment dans Les luttes de classe en France, que dans toute société se trouve un nombre important de classes différentes. Mais le mode de production capitaliste tend à structurer la société autour de deux classes antagonistes que sont la bourgeoisie et le prolétariat. Or selon Marx dans le développement historique du mode de production capitaliste, qui n'est pas une organisation économique figée mais en constante transformation, la relation entre ces deux classes se caractérise par un rapport de force social, la lutte des classes, car la bourgeoisie est propriétaire du capital alors que le prolétariat est uniquement détenteur de sa force de travail. Les bourgeois pour exister (individuellement) ne peuvent faire autrement que chercher à maximiser leurs profits. Selon les marxistes le capitalisme est donc traversé par des contradictions économiques et sociales qui mettent sa viabilité en cause.

## La baisse tendancielle du taux de profit

### Définition
La concurrence entre les capitalistes les pousse à innover et donc à augmenter leur productivité (quantité de valeur d’usage/temps de travail), remplaçant les travailleurs par des moyens de production et augmentant la composition organique du capital. Cela a pour effet de diminuer la valeur qui ne peut être produite que grâce à la force de travail d'un être humain.

### Le taux de profit

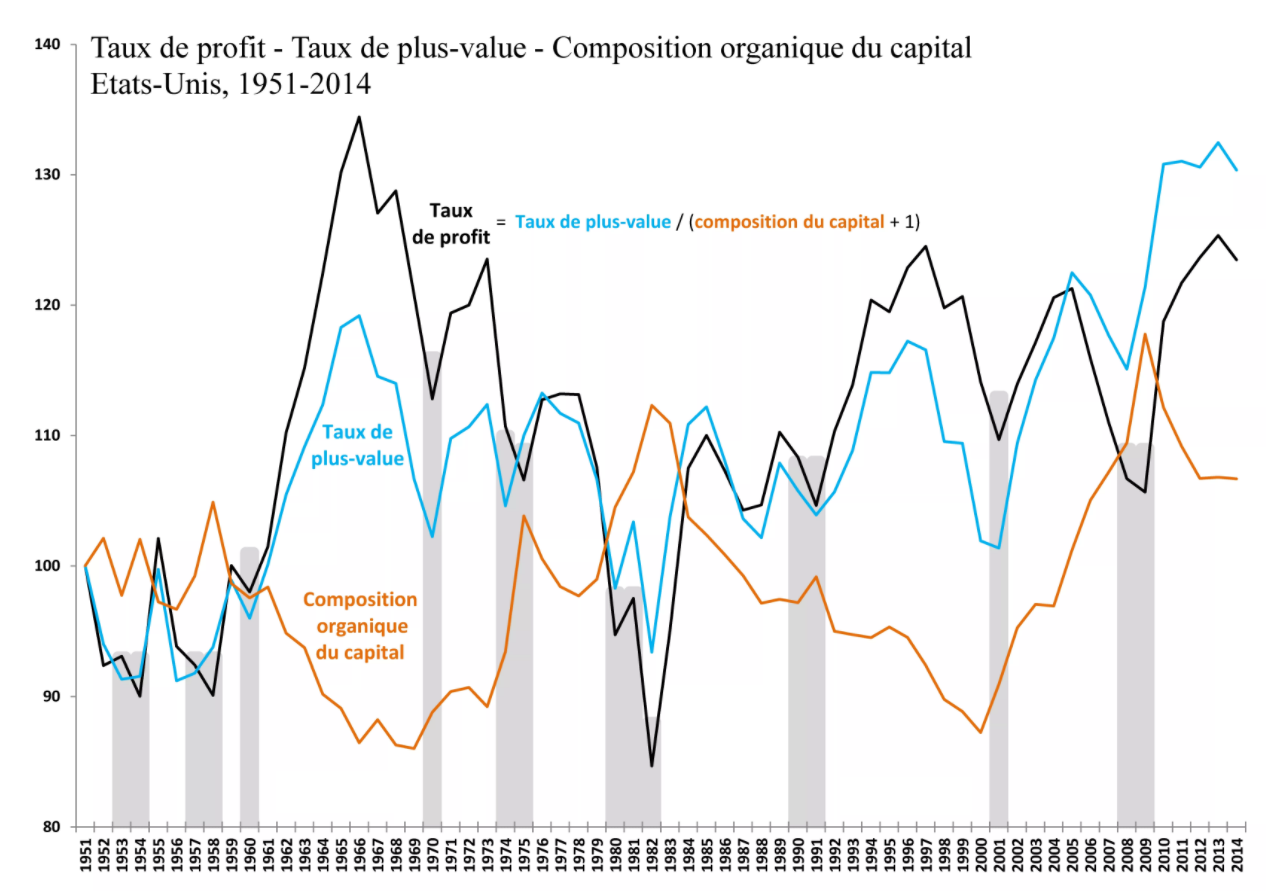
Baisse tendancielle du taux de profit aux États-Unis avec comparaison de la composition organique du capital.

Le taux de profit est le thermomètre de la santé économique du capitalisme. Il permet d'observer le ratio investissement de départ sur la plus-value finale.
{\displaystyle T_{profit}={Pl \over C+V}={{Pl \over V} \over {C \over V}+1}}
où Pl est la plus-value (dans le sens où c'est la valeur accaparée par le capitaliste, sans tenir compte des dépenses de celui-ci), C le capital constant avancé (les moyens de production), V le capital variable avancé (c'est-à-dire le salaire).
La seconde formule permet d'isoler C/V qui représente la composition organique du capital (le ratio investissements salaires sur investissements capital comme des machines). De même elle isole Pl/V qui représente le taux d'exploitation (e). L'augmentation du taux d'exploitation sera interprétée comme une baisse du salaires vis-à-vis de la plus-value accaparée.
En sachant que :
{\displaystyle V_{mp}=C+V+Pl=C+V_{a}}
où Vmp est la valeur des marchandises produites et Va la valeur ajoutée (créée par les travailleurs).
Une variante de la formule du taux de profit est celle qui fait apparaître le capital fixe (qui est la partie du capital constant qui transmet une partie de sa valeur à la marchandise : bâtiment, machine...)
{\displaystyle T_{profit}={{profit} \over {K_{fixe}}}={{profit} \over {V_{a}}}\times {{V_{a}} \over {K_{fixe}}}}
On rapporte le montant total des profits au capital fixe, l’évolution du ratio profit/VA évolue plus ou moins comme le taux d’exploitation et le ratio VA/capital évolue comme l’inverse de la composition organique du capital. On note qu'ici, c'est le profit et non le taux de profit qui est utilisé dans la formule; le profit représentant les gains "brut" effectués par les capitalistes.
Toutefois, toutes ces formulations ne nous exonèrent pas de s'interroger plus précisément sur « qui est concerné par ce taux ? » afin d'essayer de voir de quoi il peut être annonciateur.

### Le taux de profit de qui?
(mars 2023).
- Si vous ne connaissez pas le sujet, laissez ce bandeau (vous pouvez alors contacter les auteurs).
- Si vous supprimez le contenu mis en cause (vous pouvez préalablement contacter les auteurs),

argumentez précisément cette suppression dans la page de discussion
(un manque de référence n'est pas un argument ; une recherche réelle de référence doit avoir été effectuée, être formellement documentée).
Il faut donc s'interroger sur qui paie vraiment de sa poche le capital « C » et le capital « V » de la formule. En considérant à son époque la relation "capitaliste (qui détient les moyens de production)-ouvriers (qui n'a que sa force de travail)" Marx écrit dans tous ses ouvrages économiques (ex : Le Capital, Travail salarié et Capital) que c'est le capitaliste qui y va de sa poche. De nos jours, on considère le plus souvent la relation capitaliste-entreprise (avec son collectif de travail) et la question alors se pose : « qui paye “C” et “V” de sa poche ? Le capitaliste ou l'entreprise ? ».
En effet, dans tous ses ouvrages économiques (ex : Travail salarié et Capital, Le Capital), Marx fusionne financièrement le capitaliste et « son » entreprise : concrètement, le capitaliste semble le propriétaire du compte en banque qu'il affecte à l'entreprise, compte utilisé pour tout payer et alimenté en permanence « avec une partie de sa fortune actuelle, de son capital ». Bref, le capitaliste achète à peu près tout de sa poche : salaires (la force de travail du tisserand), matière première (le fil), et surtout les moyens de production (le métier à tisser).
Toutefois, depuis les années 1860, deux fondements juridiques conduisent à briser cette fusion pour bien distinguer qui paye quoi entre le capitaliste et l'entreprise dont la société n'est que le « support juridique », chacun, capitaliste et entreprise, ayant son compte en banque. Ces deux fondements sont : 
1. la « responsabilité limitée[11] » (bien utile si l'entreprise doit emprunter pour acheter des machines sans faire prendre de risque au capitaliste) et
2. la non réalité juridique de l'entreprise (elle ne peut donc être propriétaire de ce qu'elle achète : seul le capitaliste qui détient les actions l'est, même s'il ne met plus un sou dans l'entreprise pour acheter de nouvelles machines).

Au départ, le capitaliste verse sa mise (le capital social) sur le compte de l'entreprise. Certes, dans un premier temps, l'entreprise paye les premiers moyens de production (ex : locaux loués), les premiers salaires et un peu de matière première, grâce à la mise versée sur son compte d'entreprise. Ensuite, c'est bien entendu l'entreprise, son collectif de travail, qui se paye ses salaires (dont ceux du personnel entretenant et réparant les moyens de production), sa matière première, ses machines supplémentaires, les charges et taxes diverses et bien sûr des dividendes au capitaliste, et même le rachat d'une partie des actions du capitaliste. Tous ces paiements sont possibles grâce au produit des ventes et grâce aux emprunts contractés directement par l'entreprise et remboursés par elle. Tout cela sans que le capitaliste n'y rajoute un sou de sa fortune actuelle.
Bien qu'il n'ait pas rajouté un sou, le capitaliste est de fait propriétaire de toutes les machines supplémentaires, en plus des premières entretenues en bon état de marche (sinon, que valent elles ?).
Certes, le capitaliste peut parfois augmenter sa mise (lors d'une émission d'actions) mais si ça marche bien avec cette entreprise, il préfère miser sa fortune actuelle dans une autre.
Les deux fondements juridiques cités permettent la mise en œuvre de toutes sortes de procédés minimisant la mise du capitaliste pour l'acquisition de moyens de production (effet de levier), mais également pour l'acquisition d'autres entreprises (achat à effet de levier) et enfin lui permettent même de récupérer une partie de sa mise (achat d'actions) sans perte d'aucune de ses prérogatives et quitte à ce que l'entreprise s'endette pour cela.

### Effet d'une baisse du taux de profit
Les effets à terme de la baisse du taux de profit sont la baisse de la valeur unitaire des moyens de production et l'augmentation du taux d’exploitation.

### Baisse tendancielle du taux de profit et déclenchement des crises
Il semble y avoir relation de cause à effet entre les crises (l’interruption du processus de production) et la chute du taux de profit. L’explication la plus simple est que le taux de profit étant trop bas, les capitalistes cessent d’investir dans l’économie « réelle ».
Mais, si, selon les marxistes, cette loi est vraie au niveau global, au niveau d'une branche, un capitaliste plus productif peut augmenter son taux de profit en accaparant de la plus-value dans les entreprises (de la même branche) où la productivité est basse. Cela explique pourquoi la dynamique du capitalisme mène à des crises récurrentes même si la baisse du taux de profit n'est pas continue et uniforme. 
Par ailleurs, il ne s'agit pas d'une explication de type mécaniste dans laquelle la loi abstraite conduit à l'effondrement du capitalisme. Marx inscrit ce mécanisme économique dans l'historicité propre aux sociétés humaines. La loi exprime la contradiction fondamentale du mode de production capitaliste, entre le développement des forces productives et les rapports de production capitalistes (entre la valeur d’usage et la valeur, ou plus simplement entre la satisfaction des besoins humains et la logique capitaliste).

### Interprétation de la baisse tendancielle du taux de profit comme loi économique
Selon les marxistes et leur approche économique, la loi peut avoir une autre interprétation.
Les approches dites "multicausales" estiment que la baisse tendancielle du taux de profit est une cause prépondérante au déclenchement des crises mais que la baisse n'est ni globale ni le seul facteur. En effet, de nombreux autres facteurs viennent atténuer la baisse ou aggraver la crise. De plus, la croissance démographique et l'amélioration technologique des moyens de production (en plus de l'augmentation de l'armée de réserve du capital) en font le déclencheur de crises localisées et non pas une baisse historique.
D'autres marxistes plus "orthodoxes" estiment qu'il y a effectivement une baisse globale du taux de profit historiquement et qu'elle ne s'observe que sur le temps très long (deux siècles ne sont pas suffisants pour la constater).
Certains marxiens ou d'inspiration marxiste estiment qu'il y a au contraire une augmentation du taux de profit plus récemment en raison, par exemple, de la technologie et de son développement exponentiel.
La décomposition du taux indifférencié proposé par Marx en deux taux, l'un pour le capitaliste dans sa sphère financière (marché secondaire des investissements), l'autre pour l'entreprise dans l'économie réelle (marché primaire des investissements) permet d'affiner ces diverses interprétations.
Deux taux de profit sont donc à considérer : celui du capitaliste et celui de l'entreprise.
Selon la formule Tprofit = Pl/(C+V), le taux de chacun dépend de sa contribution respective à « C » et à « V ».
En mettant uniquement en exergue les flux financiers de et vers le capitaliste, ces deux taux dépendent :
1. de la mise du capitaliste (capital social initial et à la suite d'augmentations de capital),
2. des dividendes et rachat d'actions reversés par l'entreprise au capitaliste, et
3. pour le capitaliste seul, de la plus-value éventuelle à la suite de la revente de ses actions.

Pour établir le taux de profit du capitaliste, seules les données ci-dessus sont à prendre en compte.
Par contre, pour établir le taux de profit de l'entreprise, il faut également considérer les multiples flux financiers de l'entreprise de et vers la sphère de l'économie réelle. Néanmoins, l'influence des comportements du capitaliste sur l'entreprise devient de plus en plus importante du fait de la répartition des richesses produites entre capital et travail.
Toutefois, compte tenu de la faiblesse relative de la participation du capitaliste aux investissements dans l'entreprise et de la disproportion de la répartition des flux financiers dans la sphère financière, l'influence du capitaliste sur l'entreprise et l'économie réelle devient de plus en plus aléatoire et non probabilisable, comme disait Keynes, pour deux raisons :
1. la sphère financière est de plus en plus indépendante de la lourdeur, de la pesanteur du monde de la production évoquées par Marx[18],
2. du fait de cette relative indépendance, cette sphère financière est de plus sensible aux affects, aux émotions des capitalistes, souvent antagonistes[19].

## Reprise de la loi et critiques

### Reprise de la baisse tendancielle du taux de profit dans d'autres contextes
Thomas Piketty  aussi traite la théorie de la baisse tendancielle du taux de profit avec l'accumulation du capital, il affirme notamment que le taux de profit est légèrement décroissant avec le temps, la moyenne du début du XXe siècle étant de 5 %, passant à 4 % dans les années 2020, et Thomas Piketty prévoit une baisse à 3 % au cours du XXIe siècle ; cependant contrairement aux marxistes, Piketty la voit comme contingente au système capitaliste.
Pour Jean Gadrey, il est difficile de mesurer le taux de profit, et différentes évaluations peuvent donner une hausse ou une baisse du taux de profit, selon les définitions utilisées. Il conclut pour les pays développés à une baisse tendancielle dans les années 1960-1980, puis à une hausse tendancielle depuis le début des années 1980. Il considère que la question des inégalités ou celle de l'accaparement des ressources économiques est plus importante que celle du taux de profit.